# Малая Лекма
Малая Лекма́ — река в России, протекает в Белохолуницком и Омутнинском районах Кировской области. Устье реки находится в 6,5 км по левому берегу реки Большая Лекма. Длина реки составляет 17 км.
Исток реки в восточной части обширного болота Лекма в 30 км к северо-востоку от посёлка Чёрная Холуница. Река течёт на восток, всё течение проходит по ненаселённому заболоченному лесному массиву. Исток и первые километры течения находится в Белохолуницком районе, прочее течение в Омутнинском. Впадает в Большую Лекму у нежилой деревни Лекма.

## Данные водного реестра
По данным государственного водного реестра России относится к Камскому бассейновому округу, водохозяйственный участок реки — Вятка от истока до города Киров, без реки Чепца, речной подбассейн реки — Вятка. Речной бассейн реки — Кама.
По данным геоинформационной системы водохозяйственного районирования территории РФ, подготовленной Федеральным агентством водных ресурсов:
- Код водного объекта в государственном водном реестре — 10010300212111100030146
- Код по гидрологической изученности (ГИ) — 111103014
- Код бассейна — 10.01.03.002
- Номер тома по ГИ — 11
- Выпуск по ГИ — 1